# Circumscripció Nord-oest (França)
La circumscripció Nord-oest és una circumscripció electoral francesa utilitzada cada 5 anys des de 2004 durant les Eleccions al Parlament Europeu per designar, mitjançant una elecció de sufragi universal directe, 10 (12 en 2004) dels 72 eurodiputats (78 en 2004) que li corresponen a França segons el Tractat de Niça dels 736 membres del Parlament Europeu. Va ser creada en 2003 mitjançant la Loi Électorale n° 2003-327 de l'11 d'abril 2003. com les altres 7 circumscripcions electorals franceses per a les eleccions europees.
Agrupa als electors de les regions franceses de: Baixa Normandia, Alta Normandia, Nord-Pas-de-Calais, Picardia que comptava en 2009 amb 6.568.622 electors.